# Kortkopkikkers
Kortkopkikkers (Brachycephalus) zijn een geslacht van kikkers uit de familie Brachycephalidae. De groep werd voor het eerst wetenschappelijk beschreven door Leopold Fitzinger in 1826. De geslachtsnaam Brachycephalus betekent letterlijk 'korthoofdig' en is een samenstelling van Oudgrieks βραχύς (brakhús), 'kort' en κεφαλή (kephalḗ), 'hoofd/kop'.
Er zijn 39 verschillende soorten, waarvan ruim de helft na het jaar 2000 is beschreven.
Alle soorten komen voor in zuidoostelijk Brazilië. Het zijn bodembewoners die leven in de bladerlaag van bossen. Alle soorten blijven klein en worden slechts enkele centimeters lang.

## Soorten
- Brachycephalus actaeus Monteiro, Condez, Garcia, Comitti, Amaral & Haddad, 2018
- Brachycephalus albolineatus Bornschein, Ribeiro, Blackburn, Stanley & Pie, 2016
- Brachycephalus alipioi Pombal & Gasparini, 2006
- Brachycephalus atelopoide Miranda-Ribeiro, 1920
- Brachycephalus auroguttatus Ribeiro, Firkowski, Bornschein & Pie, 2015
- Brachycephalus boticario Pie, Bornschein, Firkowski, Belmonte-Lopes & Ribeiro, 2015
- Brachycephalus brunneus Ribeiro, Alves, Haddad & Reis, 2005
- Brachycephalus bufonoides Miranda-Ribeiro, 1920
- Brachycephalus coloratus Ribeiro, Blackburn, Stanley, Pie & Bornschein, 2017
- Brachycephalus crispus Condez, Clemente-Carvalho, Haddad & Reis, 2014
- Brachycephalus curupira Ribeiro, Blackburn, Stanley, Pie & Bornschein, 2017
- Brachycephalus dacnis Toledo, Botelho, Carrasco-Medina, Gray, Ernetti, Gama, Lyra, Blackburn, Nunes & Muscat, 2024[4]
- Brachycephalus darkside Guimarães, Luz, Rocha & Feio, 2017
- Brachycephalus didactylus (Izecksohn, 1971)
- Brachycephalus ephippium (Spix, 1824) – Zadelpad
- Brachycephalus ferruginus Alves, Ribeiro, Haddad & Reis, 2006
- Brachycephalus fuscolineatus Pie, Bornschein, Firkowski, Belmonte-Lopes & Ribeiro, 2015
- Brachycephalus garbeanus Miranda-Ribeiro, 1920
- Brachycephalus guarani Clemente-Carvalho, Giaretta, Condez, Haddad & Reis, 2012
- Brachycephalus hermogenesi (Giaretta & Sawaya, 1998)
- Brachycephalus ibitinga Condez, Monteiro, Malagoli, Trevine, Schunck, Garcia & Haddad, 2021
- Brachycephalus izecksohni Ribeiro, Alves, Haddad & Reis, 2005
- Brachycephalus leopardus Ribeiro, Firkowski & Pie, 2015
- Brachycephalus margaritatus Pombal & Izecksohn, 2011
- Brachycephalus mariaeterezae Bornschein, Morato, Firkowski, Ribeiro & Pie, 2015
- Brachycephalus mirissimus Pie, Ribeiro, Confetti, Nadaline & Bornschein, 2018
- Brachycephalus nodoterga Miranda-Ribeiro, 1920
- Brachycephalus olivaceus Bornschein, Morato, Firkowski, Ribeiro & Pie, 2015
- Brachycephalus pernix Pombal, Wistuba & Bornschein, 1998
- Brachycephalus pitanga Alves, Sawaya, Reis & Haddad, 2009
- Brachycephalus pombali Alves, Ribeiro, Haddad & Reis, 2006
- Brachycephalus pulex Napoli, Caramaschi, Cruz & Dias, 2011
- Brachycephalus puri Almeida-Silva, Silva-Soares, Rodrigues & Verdade, 2021
- Brachycephalus quiririensis Pie & Ribeiro, 2015
- Brachycephalus rotenbergae Nunes, Guimarães, Moura, Pedrozo, Moroti, Castro, Stuginski & Muscat, 2021[5]
- Brachycephalus sulfuratus Condez, Monteiro, Comitti, Garcia, Amaral & Haddad, 2016
- Brachycephalus toby Haddad, Alves, Clemente-Carvalho & Reis, 2010
- Brachycephalus tridactylus Garey, Lima, Hartmann & Haddad, 2012
- Brachycephalus verrucosus Ribeiro, Firkowski, Bornschein & Pie, 2015
- Brachycephalus vertebralis Pombal, 2001

Brachycephalus · Ischnocnema